# 주간 영 점프
《주간 영 점프》(週刊ヤングジャンプ 슈칸 얀구 잔푸[*])는 슈에이샤에서 발행하는 일본의 청년 만화 잡지이다. 1979년에 창간되었다.

## 개요
만화뿐만 아니라 아이돌의 그라비아 사진이나  음악가의 인터뷰 기사 등이 많이 실리는 편이며 아이돌의 그라비아 사진을 표지에 실은 청년 만화 잡지는 《영 점프》가 최초이다. 히로스에 료코는 데뷔부터 《영 점프》의 그라비아 모델로 활동했으며, 1998년 대학 진학과 관련한 소동이 일었을 때 《영 점프》에서만 심경고백을 한 바 있다.
잡지의 표지의 주제는 꾸준히 바뀌었다. 그것이 만들어지고 그 후 몇 년 동안 사용된 것은 마스코트인 맥베어였다. 이 곰은 예술가 마쓰시타 스스무에 의해 그려졌다. 1980년대 중반, 아이돌 사진들이 이 표지 마스코트를 대체했다. 현재까지도, 그들은 J-pop이나 J-rock 밴드나 유명 인사들이 표지를 만들고 있다.
Young Jump라는 이름은 종종 옌잔어로 축약되거나 "YJ"라고 쓰인다. 월화드라마 '위클리'의 오프시리즈로 출연하며 보통 이달 셋째 주 화요일에 개봉하는 '월화 청춘 점프'도 주목할 만하다.
2006년에는 후지사와 도오루, 에어 마스터의 작가인 시바타 요쿠사루 등의 인기 작가가 타 잡지에서 영입되었다. 《리얼》, 《간츠》 등 다수의 인기작이 부정기적이거나 격주 연재작이다. 연재작은 "영 점프 코믹스" 레이블로 발매된다.

### 독자와의 관계
주간 소년 점프(우정, 노력, 승리) 잡지의 편집 라인을 정의하는 유명한 키워드처럼 주간 영 점프에도 사랑, 힘, 힘이라는 세 가지 키워드를 가지고 있다. 어쨌든, 그것은 그 잡지의 초기 편집 라인이 그렇게 정의되었다. 그러나 사전 출판된 만화에 그의 키워드를 적용하는 것은 주간 소년 점프에 비해 훨씬 덜 엄격하다. 사실, 여기서, 만화가들이 가질 수 있는 자유는 소년 등가물보다 훨씬 더 크다. 게다가, 15세에서 25세 사이의 독자층이 많기 때문에, 모두를 만족시킬 수 있는 합의에 도달하는 것은 복잡하다. 그래서 영 점프 키워드 적용이 주간 소년 점프보다 덜 엄격하다.

### 인기와 경쟁자
일본 언론 협회는 "남성을 위한 만화 잡지"라는 총칭으로 청장년층과 어른용 만화 잡지를 같은 카테고리로 분류하고 있다. 그러나 이 출판물들은 매우 다양한 스타일과 톤을 가지고 있다. 하지만 여자 잡지들 중에서 영 점프는 좋은 순위를 차지하고 있다.
월간 발행부수는 약 85만부이다. 그는 고단샤의 주간 영 잡지에 근소한 차이로 앞섰다. 단지 몇 천부만이 두 출판물을 구분한다. 레이넨 잡지의 선두주자는 쇼가쿠칸의 빅 코믹 오리지널로 끝난다. 이 독자를 대상으로 하는 다음 잡지는 50만부 미만으로 발행된다: 빅 코믹, 모닝, 슈퍼점프 등.

## 연재작 목록

### 현재 연재작
연재순. 이하, 2018년 2월 1일(2018년09호) 현재 연재 중인 작품. 월1회 연재 작품이나 부정기 연재 작품도 포함한다.
| 작품 타이틀                                | 작자 (작화)           | 원작자등                        | 연재 시작호        | 변동 사항                  |
| ------------------------------------------ | --------------------- | ------------------------------- | ------------------ | -------------------------- |
| 리얼 (リアル)                              | 이노우에 타케히코     | -                               | 1999년48호         | 부정기연재                 |
| 킹덤 (キングダム)                          | 하라 야스히사         | －                              | 2006년9호          |                            |
| 미나모토군 이야기 (源君物語)               | 이나바 미노리         | －                              | 2011년42호         |                            |
| 테라포마스 (テラフォーマーズ)              | 타치바나 켄이치 (화)  | 사스가 유우 (작)                | 2012년22・23합병호 | 《미라클 점프》부터의 이동 |
| 리쿠도 (リクドウ)                          | 마츠바라 토시미츠     | －                              | 2014년20호         |                            |
| 골든 카무이 (ゴールデンカムイ)             | 노다 사토루           | 나카가와 히로시 (아이누어 감수) | 2014년38호         |                            |
| 도쿄 구울:re (東京喰種トーキョーグール:re) | 이시다 스이           | －                              | 2014년46호         |                            |
| BUNGO -분고- (BUNGO -ブンゴ-)              | 니노미야 유우지       | －                              | 2015년3호          |                            |
| 전 양아치 (元ヤン)                         | 야마모토 류우이치로우 | －                              | 2015년23호         |                            |
| 은하영웅전설 (銀河英雄伝説)                | 후지사키 류 (만화)    | 타나카 요시키 (원작)            | 2015년45호         |                            |

## 관련 잡지
- 주간 소년 점프
- 울트라 점프